# John Stillings
John Stillings, född den 23 juli 1955 i Sedro-Woolley, Washington, är en amerikansk roddare.
Han tog OS-silver i fyra med styrman i samband med de olympiska roddtävlingarna 1984 i Los Angeles.